# Loreto (stacja kolejowa)
Loreto (wł. Stazione di Loreto) – stacja kolejowa w Loreto, w prowincji Ankona, w regionie Marche, we Włoszech. Znajduje się na linii Adriatica (Ankona – Lecce).
Według klasyfikacji RFI ma kategorię srebrną.

## Linie kolejowe
- Adriatica